# Calosota curculionis
Calosota curculionis är en stekelart som först beskrevs av Jean Risbec 1951.  Calosota curculionis ingår i släktet Calosota och familjen hoppglanssteklar. Inga underarter finns listade.